# رؤیاهای شیرین (ترانه بیانسه)
«رویاهای شیرین» (به انگلیسی: Sweet Dreams) تک‌آهنگی از هنرمند اهل ایالات متحده آمریکا بیانسه است که در ۲ ژوئن ۲۰۰۹ منتشر شد. این تک‌آهنگ در آلبوم من...ساشا فیرس هستم قرار داشت.